# Muzeum Mazowsza Zachodniego w Żyrardowie
Muzeum Mazowsza Zachodniego w Żyrardowie – muzeum założone w 1961 r. jako Muzeum Historii Ruchu Robotniczego m. Żyrardowa, mieszczące się w willi reprezentacyjnej Karola Dittricha jr. przy ul. K. Dittricha 1 (dawnej ul. Parkowej) w Żyrardowie. 
Od dnia 1 stycznia 1999 r. organizatorem muzeum jest samorząd powiatu żyrardowskiego. 
Od dnia 1 września 2023 r. dyrektorem muzeum jest Arkadiusz Sowa.

## Historia muzeum

### Początki muzealnictwa na terenie osady fabrycznej
Zamysł utworzenia w Żyrardowie muzeum dokumentującego historię miasta i okolic narodził się na początku XX wieku i wiąże się z osobą Józefa Procnera, społecznika i urzędnika magistratu m. Żyrardowa; Procner rozpoczął pracę w magistracie w roku 1915, rok przed awansem osady fabrycznej w postaci uzyskania praw miejskich od okupacyjnych władz niemieckich; praktycznie od początku swojej działalności propagował ideę utworzenia w mieście muzeum obrazującego rozwój i dzieje żyrardowskiej fabryki lnu. Józef Procner własnoręcznie i samodzielnie gromadził, opisywał i inwentaryzował materiały dla przyszłego muzeum miejskiego; okres wojenny okazał się jednak mało szczęśliwy dla utworzenia muzeum i oddalił na wiele lat realizację przedsięwzięcia. Dopiero po upływie niemal półwiecza, w 1958 r. na nowo odżyła idea zorganizowania w mieście placówki muzealnej, której orędownikami po raz kolejny okazali się społecznicy: Władysław Pałucki, Julian Kubiak, Bolesław Wójcicki, Bolesław Woźniak, Stefan Siekierski, Kazimierz Urbański, Karol Kuziemski, Marian Mirgos, Stanisław Milczarek, Bolesław Braun-Walicki, Tadeusz Wypyszyński, Stanisław Barański, Stanisław Piotrowski, Maciej Twardowski, Franciszek Biedrzycki, Józef Kwieciński, Adam Marciniak oraz bracia Marian Rejner i Tadeusz Rejner. Niebagatelną rolę odegrał Krzysztof Zwoliński, który został pierwszym dyrektorem muzeum. W celu zorganizowania muzeum powołano do życia specjalny zespół organizacyjny, w którym znaleźli się przedstawiciele ważniejszych lokalnych jednostek władzy i administracji, organizacji, stowarzyszeń, a także przedstawiciele zakładów pracy; w zespole znaleźli się zatem reprezentanci: władz miasta, zakładów pracy, związków zawodowych, organizacji kombatanckich, politycznych oraz młodzieżówek. Na łamach Życia Żyrardowa zespół ten wystosował do mieszkańców miasta i okolic kilkakrotny apel z prośbą o wyszukiwanie oraz przekazywanie do nowo tworzonego muzeum pamiątek historycznych, archiwaliów, fotografii i dzieł sztuki, który spotkał się z dużym entuzjazmem osób związanych z miastem; oprócz osób aktualnie zamieszkałych w Żyrardowie pamiątki były przekazywane przez dawnych mieszkańców, także tych, którzy opuścili je kilkadziesiąt lat wcześniej. Dzięki ogromnemu napływowi muzealiów i archiwaliów podjęto dalsze działania na rzecz utworzenia w Żyrardowie muzeum dokumentującego powstanie i rozwój fabryki i miasta. 16 III 1960 r. Prezydium Miejskiej Rady Narodowej podjęło uchwałę o utworzeniu jednostki muzealnej dbającej o przekazywanie przyszłym pokoleniom tradycji walk klasy robotniczej. W ten sposób powołano do życia Muzeum Historii Ruchu Robotniczego m. Żyrardowa.

### Muzeum Historii Ruchu Robotniczego m. Żyrardowa
Przepustką do utworzenia muzeum okazały się tendencje polityczne i względy ideologiczne; pomimo swej nazwy muzeum od samego początku nie ograniczało zakresu swej działalności do gromadzenia, opracowywania, konserwowania i udostępniania materiałów dotyczących historii ruchu robotniczego i działalności partii komunistycznej oraz partii socjalistycznych w Żyrardowie, jakkolwiek historia ruchów robotniczych stała się zasadniczym kierunkiem działalności muzeum, zwłaszcza w zakresie działalności wystawienniczej. Siedzibą muzeum stał się pałacyk reprezentacyjny Karola Dittricha jr, mieszczący się na skraju niegdyś prywatnego parku Dittricha. Willę wznoszono od 1896, pod koniec roku osiągnięto stan surowy, prace wykończeniowe trwały jeszcze w 1897 r.; gmach wzniesiony w tzw. kostiumie francuskim, zwany przez mieszkańców miasta Dytrykowskim pałacem nie był przystosowany do pełnienia funkcji muzealnych, brak powierzchni, zwłaszcza wystawienniczej jest zresztą odczuwany do dziś. Wkrótce po otwarciu muzeum dokonano niewielkich przeróbek budynku na zewnątrz (umieszczono herb miasta przy dwubiegowych schodach tarasu, zlikwidowano drewniany ganek na tarasie) oraz znacznie większych we wnętrzach. Pierwszą ekspozycję muzealną udostępniono publiczności 1 maja 1961, i ta data uchodzi za początek działalności muzeum. Ekspozycje poświęcono powstaniu fabryki, osady fabrycznej oraz losom jej załogi na przestrzeni dziesięcioleci. Już kilka lat po zainicjowaniu działalności muzeum żyrardowskie uchodziło za znaczącą kolekcję pamiątek historycznych oraz za ważną instytucję kultury w skali całego województwa warszawskiego. W pierwotnej formule muzeum działało przez 15 lat, do 1976 r.

### Muzeum Okręgowe w Żyrardowie
Na mocy reformy administracyjne z 1975 r. Żyrardów nie został miastem wojewódzkim pomimo swojej wielkości i został włączony do województwa skierniewickiego. Muzeum Historii Ruchu Robotniczego m. Żyrardowa zostało na mocy Zarządzenia Wojewody Skierniewickiego z dnia 30 kwietnia 1976 r. zostało przekształcone w Muzeum Okręgowe w Żyrardowie o charakterze wojewódzkim. Dzięki nadaniu statusu muzeum wojewódzkiego Muzeum Okręgowe objęło opieką merytoryczna inne placówki z obszaru dawnego województwa skierniewickiego, w tym muzea regionalne spoza terenu województwa, między innymi w Sochaczewie. W tym okresie muzeum znacząco poszerzyło zakres działalności, między innymi poprzez podejmowanie badań terenowych, organizacje sesji naukowych oraz podjęcie się działalności wydawniczej. W trakcie funkcjonowania jako Muzeum Okręgowe w Żyrardowie powstały 2 oddziały muzealne: Muzeum im. Władysława St. Reymonta w Lipcach Reymontowskich oraz Gabinet Pisarza Pawła Hulki-Laskowskiego.

#### Oddział w Lipcach Reymontowskich
W 1982 r. w Lipcach Reymontowskich utworzono Izbę Regionalną, która dała początek Muzeum im. Władysława St. Reymonta; Izbę Regionalną utworzono z inicjatywy władz gminy, mieszkańców Lipiec oraz Muzeum Okręgowego w Żyrardowie; założenie Izby stało się pretekstem do przeprowadzenia rozległych badań etnograficznych i historycznych oraz do gromadzenia eksponatów. Dzięki temu 20 czerwca 1983 Izba Regionalna została przekształcona w oddział Muzeum Okręgowego w Żyrardowie pod nazwą Muzeum im. Władysława St. Reymonta w Lipcach Reymontowskich. Działalność muzeum lipieckiego od początku rozwijała się w dwóch kierunkach, tj. w zakresie badań etnograficznych (zwłaszcza na polu sztuki ludowej oraz historii Lipiec) oraz w dziedzinie upowszechniania wiedzy o związkach Władysława Stanisława Reymonta z Lipcami i ich najbliższym otoczeniem. W 1989 r. muzeum w Lipcach uzyskało nową siedzibę w budynku dawnej lipieckiej manufaktury tkackiej, której istnienie samo w sobie jest uznawane za ewenement skale całego kraju. Razem z siedzibą do muzeum trafiło całe oryginalne wyposażenie manufaktury, w tym zabytkowe zgrzeblarki oraz przędzarka wózkowa typu Jenny. W 1998 r. otwarto nowa stałą ekspozycję Tradycje lipieckie obrazującą bogactwo tradycji ludowej ziemi lipieckiej.
W związku z wprowadzeniem reformy administracyjnej w 1999 r. Lipce Reymontowskie znalazły się w województwie łódzkim; wraz z początkiem 2003 r. organizatorem muzeum lipieckiego stał się samorząd powiatu skierniewickiego.

#### Gabinet Pawła Hulki-Laskowskiego
Oddział mieści się w jednym z domów fabrycznych przy obecnej ul. G. Narutowicza, w mieszkaniu, w którym przez 30 lat mieszkał razem z rodziną Paweł Hulka-Laskowski. W mieszkaniu znajdują się pamiątki po pisarzu, w tym część księgozbioru, meble, fotografie, dzieła sztuki i dzieła rzemiosła artystycznego.

### Muzeum Mazowsza Zachodniego w Żyrardowie
Wraz z reformą administracyjną, z dniem 1 stycznia 1999 r. uległo likwidacji województwo skierniewickie, a jego terytorium zostało podzielone między województwo mazowieckie i województwo łódzkie. Organizatorem Muzeum Okręgowego  w Żyrardowie został tym samym samorząd powiatu żyrardowskiego. 
Uchwałą Rady Powiatu Żyrardowskiego nr XII/99/2000 z dnia 30 czerwca 2000 r. zmieniono dotychczasową nazwę muzeum na Muzeum Mazowsza Zachodniego w Żyrardowie. Na mocy decyzji Ministra Kultury i Dziedzictwa Narodowego Muzeum Mazowsza Zachodniego w Żyrardowie zostało wpisane do Państwowego Rejestru Muzeów. W związku ze zmianami zakresu działalności Muzeum Mazowsza Zachodniego stało się koordynatorem integracji muzeów z obszaru całego zachodniego Mazowsza. Początkiem tych działań była zorganizowana w 2002 r. wystawa Z dziejów miast Mazowsza Zachodniego. Na wystawie pokazano historię: Białej Rawskiej, Gąbina, Główna, Gostynina, Grodziska Mazowieckiego, Kutna, Łowicza, Mogielnicy, Mszczonowa, Nowego Miasta nad Pilicą, Rawy Mazowieckiej, Skierniewic, Sochaczewa, Wiskitek i wreszcie Żyrardowa. W zakresie działalności muzeum znalazły się więc także miasta, które choć historycznie należały do Mazowsza w 1999 r. znalazły się poza granicami administracyjnymi województwa mazowieckiego.

## Organizacja muzeum

### Systematyka zbiorów
Zbiory Muzeum Mazowsza Zachodniego w Żyrardowie są podzielone na cztery główne kategorie, tj. działy: sztuki, etnografii, historii i ikonografii. W sygnaturze dział jest określony na drugim miejscu, po sygnaturze muzeum np. sygnatura MŻ/S/13 oznacza, że przedmiot znajduje się w dziale sztuki (S). Obecnie Muzeum Mazowsza Zachodniego ma w swoich zbiorach ponad 8400 muzealiów.

### Dział sztuki
Dział sztuki jest podzielony na siedem grup opartych na kryterium formalnym lub proweniencyjnym (w jednym wypadku na kryterium autorstwa); są to sekcje: malarstwa polskiego (w tym wydzielona kolekcja prac Józefa Rapackiego), malarstwa obcego, grafiki, rzeźby, tkaniny artystycznej i rzemiosła artystycznego. Chlubą kolekcji są prace Józefa Rapackiego; unikatowym eksponatem jest panorama Żyrardowa z 1899 r., eksponowana na paryskiej wystawie światowej w 1900 r.; jest to wielka akwarela o wymiarach 140 na 367 cm, oprawiona w passe-partout i drewnianą, bogato zdobioną ramę z dodatkiem elementów metalowych, przedstawiająca widok osady fabrycznej z lotu ptaka, wzięty znad dzielnicy Podblich; wyjątkowość panoramy polega nie tylko na jej dużych wymiarach, ale także na fotograficznej szczegółowości i przedstawieniu praktycznie całej osady; w specjalnych medalionach wkomponowanych w panoramę przedstawiono najważniejsze wówczas budynki, będące powodem do dumy, takie jak nowoczesny szpital wzorowany na klinice drezdeńskiej, kantor, ochronka, i dwie szkoły powszechne – nr 1 z 1882 i nr 2 z 1892 r. w formie sprzed znaczącej rozbudowy. Panorama jest sygnowana Eckert Pflug, Kunstverlag Leipzig-München. Panorama zwraca także uwagę szczegółowością i realizmem, zwłaszcza bardzo rozbudowanym sztafarzem ulicznym; zwraca uwagę zwłaszcza przedstawienie licznych kominów zadymiających okolicę. Obecnie panorama jest eksponowana w hallu willi Dittricha, jednym z niewielu jej wnętrz, które zachowało dawny, bardzo bogaty wystrój. W dziale sztuki zgromadzono portrety właścicieli zakładów lniarskich autorstwa Augusta Frinda (portret olejny Karola Dittricha jr z 1900 r., MŻ/S/20), właścicieli dóbr guzowskich (między innymi portret Róży Sobańskiej z Łubieńskich z 2 poł. XIX wieku pędzla Józefa Simmlera, pochodzący z pałacu w Guzowie, nr inw. MŻ/S/13). Muzeum jest także właścicielem szkicownika Józefa Chełmońskiego, zawierającego studia do wielu znanych obrazów tego artysty z lat 1879–1910. W sekcji rzeźby zgromadzono między innymi 2 rzeźby z 2 poł. XIX wieku: popiersie Philippe’a de Girarda autorstwa François Chardigny z 1856 r. oraz wyrzeźbiona przez K. Aimone Dante i Beatrice. Muzeum gromadzi także prace artystów lokalnych. W dziale rzemiosła artystycznego znajduje się między innymi dziewiętnastowieczna malowana porcelana.

### Dział etnografii
Dział etnografii gromadzi rozmaite przedmioty związane z kulturą robotniczą Żyrardowa; znalazły się w nim zatem takie przedmioty jak meble, ubrania, przedmioty codziennego użytku. Od 1976 r. w muzeum można oglądać zrekonstruowany wygląd izby mieszkania robotniczego z obszaru osady fabrycznej; dział etnograficzny dzieli się na dwie sekcji, z których jedna jest poświęcona etnografii miasta, druga zaś etnografii wsi. Obecnie dział etnograficzny gromadzi 1350 eksponatów., co stanowi ok. 16% zbiorów. W sekcji etnografia-miasto najliczniejszą grupą zabytków stanowią elementy wyposażenia mieszkań: meble (głównie z przełomu XIX i XX wieku oraz z okresu międzywojennego), maszyny do szycia, tkaniny, w tym stroje z początków XX wieku, tkaniny dekoracyjne (obrusy, serwetki, ręczniki), pochodzące głównie z zakładów Żyrardowskich, przybory kuchenne i wyroby szklane. W dziale wsi dużo jest przykładów haftów, zwłaszcza z okolic Łowicza, strojów ludowych i narzędzi rolniczych, często jeszcze dziewiętnastowiecznych.

### Dział historii
Dział historii gromadził w 2004 r. 2557 obiektów (30% całości zbiorów), podzielonych na trzy sekcje: archiwaliów, numizmatów i pamiątek historycznych; zbiór archiwaliów obejmował w 2004 1633 pozycje; na szczególną uwagę zasługuje wielkoformatowa mapa poglądowa Królestwa Polskiego ułożona przez Jadwigę z Zakrzewskich Wójcicką (Warszawa 1885, nr inw. MŻ/A/398).

### Dział ikonografii
W 2004 r. dział ikonografii wyodrębniony z działu historycznego obejmował 2993 obiekty, co stanowiło prawie 36% całości zbiorów; dział ten gromadził dokumenty ikonograficzne na rozmaitych nośnikach w różnych formach: fotografie, negatywy szklane, pocztówki, ulotki reklamowe i albumy zdjęć. Zdjęcia pochodzą z lat 1872–1986 i odnoszą się w większości do zakładów żyrardowskich; dział ikonografii został podzielony na trzy bloki tematyczne: zakłady żyrardowskie, miasto Żyrardów oraz inne (odnoszące się także do innych miast Mazowsza zachodniego). Blok pierwszy gromadzi materiały na temat powstania i rozwoju żyrardowskiej fabryki lnu oraz pracowników wszystkich szczebli (od warstwy kierowniczej do szpularek). Za najcenniejsze w tym bloku uchodzą fotografie poszczególnych wydziałów fabryki, załóg poszczególnych wydziałów oraz kadry kierowniczej pochodzące z okresu od początku lat osiemdziesiątych XIX wieku; zwracają uwagę zwłaszcza rzadkie fotografie przedstawiające fabryczną straż pożarną oraz jej wyposażenie (między innymi fotografia przedstawiająca wóz gaśniczy pianowy Zakładowej Zawodowej Straży Ogniowej Zakładów Żyrardowskich z ok. 1890 r. (MŻ/I/1260)). Muzeum zgromadziło bardzo bogaty zbiór fotografii obrazujących życie kulturalne miasta, jak również obrazy życia oświatowego i zwyczaje robotnicze, jak również rozmaite wydarzenia polityczne. W kolekcji muzeum znajdują się widoki zabudowań osady fabrycznej (w tym zdjęcie resursy z 1872 r.; nr inw. MŻ/I/436), zdjęcie z koncertu w muszli koncertowej ok. 1894 r., zdjęcia z występów zespołów artystycznych: Towarzystwa Śpiewaczego Lira, Towarzystwa Śpiewaczego Echo, zespołu Hanusia. Muzeum posiada wartościowy zbiór pocztówek związanych z Żyrardowem, z których najstarsza pochodzi z 1898 r. i przedstawia trzy widoki: kościoła pw. św. Karola Boromeusza, szkoły powszechnej oraz szpitala fabrycznego.

### Biblioteka
Muzealna biblioteka posiadała w 2004 r. w swoich zbiorach ok. 4900 pozycji; księgozbiór wyróżnia się przewagą piśmiennictwa historycznego oraz etnograficznego, reprezentowane są także wydawnictwa z zakresu historii sztuki oraz muzealnictwa i ochrony zabytków; biblioteka otrzymała w darze cenny zbiór dzieł literatury religijnej kościoła ewangelicko-augsburskiego oraz pamiątki związane z Pawłem Hulką-Laskowskim. Księgozbiór jest udostępniany do celów naukowych i oświatowych.